# Economía de Costa de Marfil
La economía de Costa de Marfil es una economía de mercado que depende fuertemente del sector agrario, lo cual emplea 68% de la población a pesar de los intentos del gobierno de diversificar la economía. Costa de Marfil es uno de los mayores productores mundiales de café, granos de cacao y aceite de palma. En consecuencia, la economía se ve afectada gravemente por las fluctuaciones en los precios internacionales de estos productos y de las condiciones climatológicas.
Su PIB per cápita creció un 82% en la década de 1970 y alcanzó un pico de 360% en la década de 1970, pero este crecimiento demostró ser insostenible y se hundió un 28% en la década de los 80 y un 22% en los 90. Esto, junto al gran incremento de la población redundó en un grave deterioro de las condiciones de vida. El producto nacional bruto per cápita, que en los últimos años se incrementa, era de unos 727$ en 1996 (era sustancialmente mayor dos décadas atrás). Tras muchos años de recesión, la economía marfileña repuntó en 1994 debido a la devaluación del franco CFA y la subida de los precios del cacao y el café, el crecimiento de exportaciones no tradicionales como la piña y el caucho, limitaciones en el comercio, liberalización bancaria, el descubrimiento de yacimientos petrolíferos junto al mar, el financiamiento externo y las modificaciones de las condiciones de pago de la deuda externa. La devaluación del 50% del franco el 12 de junio de 1994 causó un salto del 26% de la inflación en 1994, pero cayó abruptamente en el periodo 1996-1999. Además, la adhesión del gobierno a las reformas propuestas llevaron a un crecimiento del 5% anual en 1996-1999. La mayoría de la población sigue siendo dependiente del cultivo destinado a su comercialización. Las exportaciones principales son el cacao, el café y las maderas tropicales. Las importaciones principales (desde Estados Unidos) son el arroz, el trigo, los materiales plásticos y las resinas, papel, los productos químicos de uso agrícola, las telecomunicaciones, y el equipamiento relacionado con el gas y el petróleo.

## Comercio exterior
En 2020, el país fue el 82o exportador más grande del mundo (US $ 12,7 mil millones, 0,1% del total mundial). En la suma de bienes y servicios exportados, alcanza los US $ 4.700 millones, ubicándose en el puesto 120 en el mundo. En términos de importaciones, en 2019, fue el 90.º mayor importador del mundo: 13.000 millones de dólares.

## Sector primario

### Agricultura
Costa de Marfil producido en 2018:

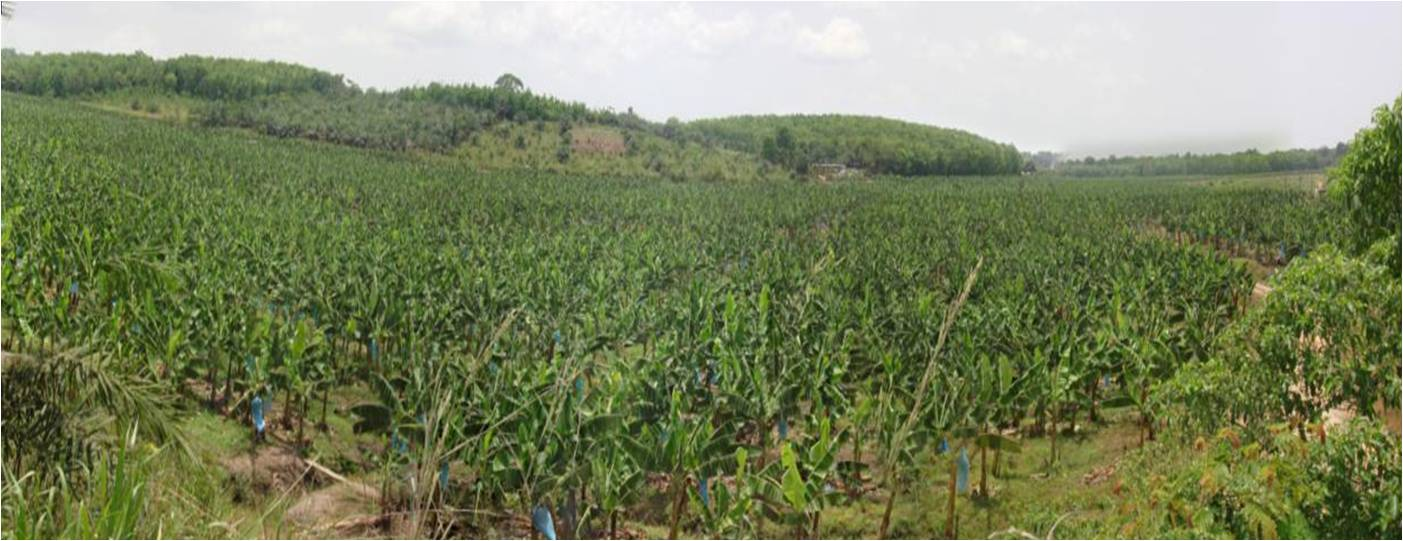
Plantación de banano en Costa de Marfil.

- 7,2 millones de toneladas de ñame (tercer productor mundial, solo por detrás de Nigeria y Ghana);
- 5 millones de toneladas de mandioca (el 14º productor mundial);
- 2,1 millones de toneladas de aceite de palma;
- 2,1 millones de toneladas de arroz;
- 1,9 millones de toneladas de cacao (mayor productor del mundo);
- 1,9 millones de toneladas de caña de azúcar;
- 1.8 millones de toneladas de "plantain" (octavo productor mundial);
- 1 millón de toneladas de maíz;
- 688 mil toneladas de anacardo (tercer productor más grande del mundo, detrás de Vietnam e India);
- 461 mil toneladas de caucho natural;
- 397 mil toneladas de plátano;
- 316 mil toneladas de algodón;
- 170 mil toneladas de maní;
- 108 mil toneladas de coco;
- 98 mil toneladas de mango;
- 60 mil toneladas de nuez de cola;
- 47 mil toneladas de piña;
- 41 mil toneladas de naranja;
- 39 mil toneladas de café;
- 5,7 mil toneladas de tabaco;

Además de otros menores de otros productos agrícolas. Productos como aceite de palma, cacao, banano, anacardos, algodón y café tienen como destino la exportación.

### Ganadería
En la producción ganadera, Costa de Marfil produjo en 2019: 156 mil toneladas de carne de caza, 53 mil toneladas de carne de pollo, 31 mil toneladas de carne de vacuno, 30 millones de litros de leche de vaca.

## Sector secundario

### Industria
El Banco Mundial enumera los principales países productores cada año, según el valor total de la producción. Según la lista de 2018, Côte d'Ivoire tenía la 81a industria más valiosa del mundo (US $ 6,8 mil millones).
En 2020, el país no produjo  vehículos ni acero.

### Minería
En 2019, el país fue el noveno productor mundial de manganeso
En la producción de oro, en 2017 el país produjo 20,3 toneladas.

### Energía
En energías no renovables, en 2020, el país fue el 58.º productor mundial de petróleo, extrayendo 36.700 barriles / día. En 2011, el país consumió 24.600 barriles / día (122o consumidor más grande del mundo). En 2010, fue el 51.er exportador de petróleo más grande del mundo (32.100 barriles / día). En 2015, el país ocupaba el puesto 57 en producción de gas natural (2000 millones de m³ por año).
En energías renovables, en 2020, el país no produjo energía eólica ni energía solar.